# (8924) Iruma
(8924) Iruma (1996 XA32) – planetoida z pasa głównego asteroid okrążająca Słońce w ciągu 3,54 lat w średniej odległości 2,32 au. Odkryta 14 grudnia 1996 roku.